# Море Ірмінгера
Море Ірмінгера — море на північному заході Атлантичного океану між південною частиною острова Гренландія підводним хребтом Рейк'янес — частиною Серединно-Атлантичного хребта, що відходить від південної кінцівки Ісландії. З півночі через Данську протоку зв'язане з Гренландським морем.
Течії з Арктики проходять через море Ірмінгера і зустрічаються з водами Північної Атлантики, утворюючи щільні шари води, які занурюються і течуть до екватора. За західній частині моря проходить сильна вузька Східно-Гренландська течія, яка переносить холодні малосолоні води з Північного-Льодовитого океану в Атлантичний.
Море названо на честь гідрографа Карла Людвіга Християна Ірмінгера (1802—1888).

## Клімат
Акваторія моря лежить в субарктичному кліматичному поясі, лише південно-східна частина в помірному. Влітку переважають помірні повітряні маси, взимку — полярні. Чітко відстежується сезонна зміна переважаючих вітрів. Досить великі річні амплітуди температури повітря. Зволоження достатнє. Цілий рік зустрічається багато морської криги. Прохолодне сире літо з частими туманами; вітряна й волога зима. На південному сході вплив Арктики менший, панують помірні повітряні маси, переважає західний перенос. Цілий рік переважає циклонічна діяльність, погода мінлива, часті шторми.

## Біологія
Акваторія моря утворює займає 2 морських екорегіони: східногренландський шельф арктичної зоогеографічної провінції, східне і південне узбережжя Ісландії - бореальної атлантичної. У зоогеографічному відношенні донна фауна шельфу Гренландії відноситься до арктичної циркумполярної області арктичної зони, а Ісландії - до бореальної атлантичної.